# Marcus Schenkenberg
Marcus Lodewijk Schenkenberg van Mierop, bardziej znany jako Marcus Schenkenberg (ur. 4 sierpnia 1968 w Solnie) – szwedzki model pochodzenia holenderskiego, także aktor, piosenkarz, scenarzysta i osobowość telewizyjna.

## Życiorys

### Wczesne lata
Urodził się w Solnie w Szwecji jako syn Marianne Yvonne Schenkenberg Van Mierop i Roberta Schenkenberga Van Mierop.
Opanował sześć języków: szwedzki, angielski, niderlandzki, niemiecki, francuski i włoski.

### Kariera
22 kwietnia 1989 został odkryty w Venice Beach przez profesjonalnego fotografa Billa Kinga. Początkowo dostał kontrakt od Calvina Kleina.
Światową sławę zdobył na początku lat 90., uczestnicząc w wielkich kampaniach reklamowych marek Calvin Klein, Gianni Versace i Ungaro. Stał się wówczas najlepiej zarabiającym modelem na świecie. Przewinął się przez kilka filmów i seriali telewizyjnych. Często uczestniczył w programach amerykańskiej i włoskiej telewizji. Współpracował z czołowymi fotografami mody, takimi jak Bruce Weber, Guzman, Francesco Scavullo, Albert Watson, David LaChapelle, Peter Beard, Richard Avedon, Patrik Andersson, Karl Lagerfeld, Tyen, Steven Meisel i Arnaldo Anaya Lucca. Był na okładkach „FHM”, „Elle” (ze Stephanie Seymour w sierpniu 1993), „Harper’s Bazaar” (w edycji włoskiej w lipcu 1995), „Attitude” (1995), „Amica” (w sierpniu 1997), „Health & Fitness” (październik/listopad 2001), „Out” (w styczniu 2004) „Hercules” (we wrześniu 2008).
15 września 1997 opublikował książkę New Rules opowiadającą o jego karierze jako modela, zawierającą sporo zdjęć.
Nagrał piosenkę do filmu Joela Schumachera Bez skazy (Flawless, 1999) z Robertem De Niro. W 2000 nagrał singiel „La Chica Marita”.
Objął patronat nad szwedzką organizacją LR Global Kids Fund, która pomaga chorym dzieciom, oraz wspiera organizację PETA.

### Życie prywatne
Był związany z modelką Alyssą Lipsky, Chase Alden, Catherine Hardenborg, Maureen Gallagher (1990), Rosemarie Wetzel (1995), aktorką i modelką Patricią Velasquez (1996-99), Angelicą Bridges (1998), piosenkarką Mariah Carey (1998), modelką Kylie Bax (1999–2000), aktorką Pamelą Anderson (2000–2001), celebrytką Nicky Hilton (2001–2002), modelką May Andersen (2001), modelką i piosenkarką Victorią Silvstedt (2005), aktorką Robin Givens (2005−2006), piosenkarką i aktorką Jessicą Simpson (2007) i modelką Sandrą Nilsson (2008).
Zamieszkał w Nowym Jorku.

## Filmografia
- 1988: Meatballs and Maccaroni jako Wielki Brat
- 1988: Książę Valiant (Prince Valiant) jako Tiny
- 1993: Urodziny u Tiffany’ego (Birthday at Tiffany’s)
- 1999: Zakładnik (Hostage) jako Adam
- 2000: Dinner Rush jako klient
- 2000: Tylko jedno życie (One Life To Live) jako Ben
- 2001: V.I.P. jako Klozak
- 2005: Oczytana (Stacked) jako Lars
- 2010: Multiple Sarcasms jako Sachi
- 2012: Smash (serial telewizyjny) jako Colin

## Publikacje
- Marcus Schenkenberg: New Rules. Universe Publishing, New York 1997, ISBN 0-7893-0097-4
- Marcus Schenkenberg: Body Secrets – sexy shape in just 2 weeks, riva, München 2010, DVD (130 min.)